# سمسم كبير الزهر
سمسم كبير الزهر (الاسم العلمي:Sesamum macranthum) هو نوع من النباتات يتبع جنس السمسم من الفصيلة البيدالية.